# Leonard Griffin (labdarúgó)
Leonard Griffin (Pasadena, Kalifornia, 1982. szeptember 11. –) amerikai labdarúgókapus, 2022-től a California Golden Bears férfi labdarúgóinak edzője.

## Játékosként

### Amatőr
A Littlerocki Középiskolában négy évig volt a labdarúgócsapat tagja. Háromszor nyerte el az All-America elismerést, emellett utolsó évében a Los Angeles Daily Newstól elnyerte az All-Area elismerést. 24 gólja az intézmény legmagasabbika.
2000 és 2003 között a UCLA Bruins játékosa volt; a csapat 2002-ben megnyerte az állami bajnokságot. 2003-ban elnyerte az All-America elismerést. 2003-ban az Orange County Blue Starban játszott.

### Profi
A 2004-es MLS-superdraft során a Chicago Fire FC kiválasztotta. A csapatnál nem volt fix pozíciója, a kilenc játék alatti 330 percben különböző védőposztokon játszott. 2007-ben a Portland Timbers tagja lett, az év szeptemberében pedig megvásárolta a Columbus Crew. A 2008-as MLS-superdraftban kirúgták, ekkor újra a Timbers játékosa lett.
2009. január 7-én a Los Angeles Galaxyhoz szerződött, azonban sérülése miatt nem léphetett pályára, és mivel megszűnt az MLS tartalékos divíziója, kölcsönadták a Hollywood United Hitmennek. Első gólját 2009. május 30-án rúgta a BYU Cougars ellen. 2010 februárjának végén az Austin Aztex szerződtette.
2011. március 24-én a Los Angeles Blues játékosa lett.

## Edzőként
2008 és 2010 között a Cal State San Bernardino Coyotes női, 2011–2012-ben pedig a St. Mary’s Gaels férfi csapatának edzőhelyettese volt; utóbbi csapat megnyerte a West Coast Conference bajnokságát és az NCAA-bajnokság negyeddöntőjéig jutott.
2015-ben a UCLA Bruins, 2016 márciusában pedig a Portland Pilots férfi csapatának edzőhelyettese lett.
2019 áprilisában a San Francisco Dons, 2021 májusában pedig a Grand Canyon Antelopes férfi csapatának vezetőedzője lett. Egy ideig a San Francisco Elite Academy fiúcsapatának igazgatója volt.
2022-ben a California Golden Bears vezetőedzőjének választották.

## Családja
Bátyja Maxwell Griffin labdarúgó, mostohabátya Spencer Thompson, a Portland Timbers játékosa.

## Fordítás
- Ez a szócikk részben vagy egészben  a   Leonard Griffin (soccer) című angol Wikipédia-szócikk ezen változatának fordításán alapul.  Az eredeti cikk szerkesztőit annak laptörténete sorolja fel. Ez a jelzés csupán a megfogalmazás eredetét és a szerzői jogokat jelzi, nem szolgál a cikkben szereplő információk forrásmegjelöléseként.